# 묘향비곡
"묘향비곡"은 한국에서 제작된 이만희 감독의 1964년 영화이다. 박노식 등이 주연으로 출연하였고 안태식 등이 제작에 참여하였다.

## 출연

### 주연
- 박노식
- 문정숙
- 장혁
- 최성호

## 기타
- 조명: 장기종
- 미술: 홍성칠